# Consistório Ordinário Público de 1937
A saúde de Pio tinha sido tão ruim que em 21 de dezembro de 1936 a revista semanal Life publicou uma foto dos 66 cardeais que viviam com o conselho: "Desconsidere os não-italianos e os velhos: em algum lugar entre os outros está o rosto do próximo papa. " " Um ano depois, Pio lembrou aos reunidos em um consistório realizado em dezembro de 1937 que poderia ser o último. Com a nomeação de 3 italianos e 2 não-italianos em seu último consistório, Pio aumentou os italianos para 39 dos 60 membros do Colégio dos Cardeais.

## Cardeais Eleitores
| Nº                 | País               | Nome                             | Idade              | Cargo                                          | Título ou Diaconia                                        |
| Cardeais eleitores | Cardeais eleitores | Cardeais eleitores               | Cardeais eleitores | Cardeais eleitores                             | Cardeais eleitores                                        |
| ------------------ | ------------------ | -------------------------------- | ------------------ | ---------------------------------------------- | --------------------------------------------------------- |
| 1                  | Itália             | Adeodato Giovanni Piazza, O.C.D. | 53                 | Patriarca de Veneza                            | Cardeal-presbítero de Santa Priscila                      |
| 2                  | Itália             | Ermenegildo Pellegrinetti        | 61                 | Núncio Apostólico na Iugoslava                 | Cardeal-presbítero de São Lourenço em Panisperna          |
| 3                  | Reino Unido        | Arthur Hinsley                   | 72                 | Arcebispo de Westminster                       | Cardeal-presbítero de Santa Susana                        |
| 4                  | Itália             | Giuseppe Pizzardo                | 60                 | Secretário da Secretaria de Estado da Santa Sé | Cardeal-presbítero de Santa Maria em Via Lata             |
| 5                  | França             | Pierre-Marie Gerlier             | 57                 | Arcebispo de Lyon                              | Cardeal-presbítero de Santíssima Trindade no Monte Pincio |

## Link Externo
- «Catholic Hierarchy» (em inglês)